# Appendicula baliensis
Appendicula baliensis är en orkidéart som beskrevs av Johannes Jacobus Smith. Appendicula baliensis ingår i släktet Appendicula och familjen orkidéer. Inga underarter finns listade i Catalogue of Life.